# Вулиця Митрофанова (Біла Церква)
Вулиця Митрофанова — вулиця у місті Біла Церква. 
Розташована на масиві Леваневського. Названа на честь генерального директора Білоцерківського шинного комбінату та Заводу гумоазбестових виробів — Митрофанова Михайла Тимофійовича. Раніше називалася вулиця Ентузіастів.

## Зображення
|  |